# Thomas Pöck
Thomas Pöck (* 2. Dezember 1981 in Klagenfurt am Wörthersee) ist ein ehemaliger österreichischer Eishockeyspieler und heutiger-trainer. Im Laufe seiner Karriere spielte er unter anderem für den EC KAC in der österreichischen Eishockeyliga, die New York Islanders und New York Rangers in der National Hockey League und das Hartford Wolf Pack in der American Hockey League. Seit der Saison 2018/19 ist er Cheftrainer der Northern Cyclones aus der USPHL Elite, einer US-amerikanischen Juniorenliga.

## Karriere

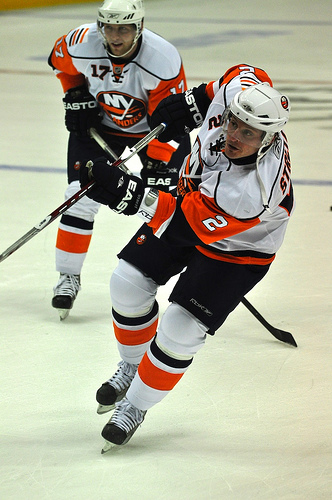
Thomas Pöck (hinten) mit Teamkollege Mark Streit

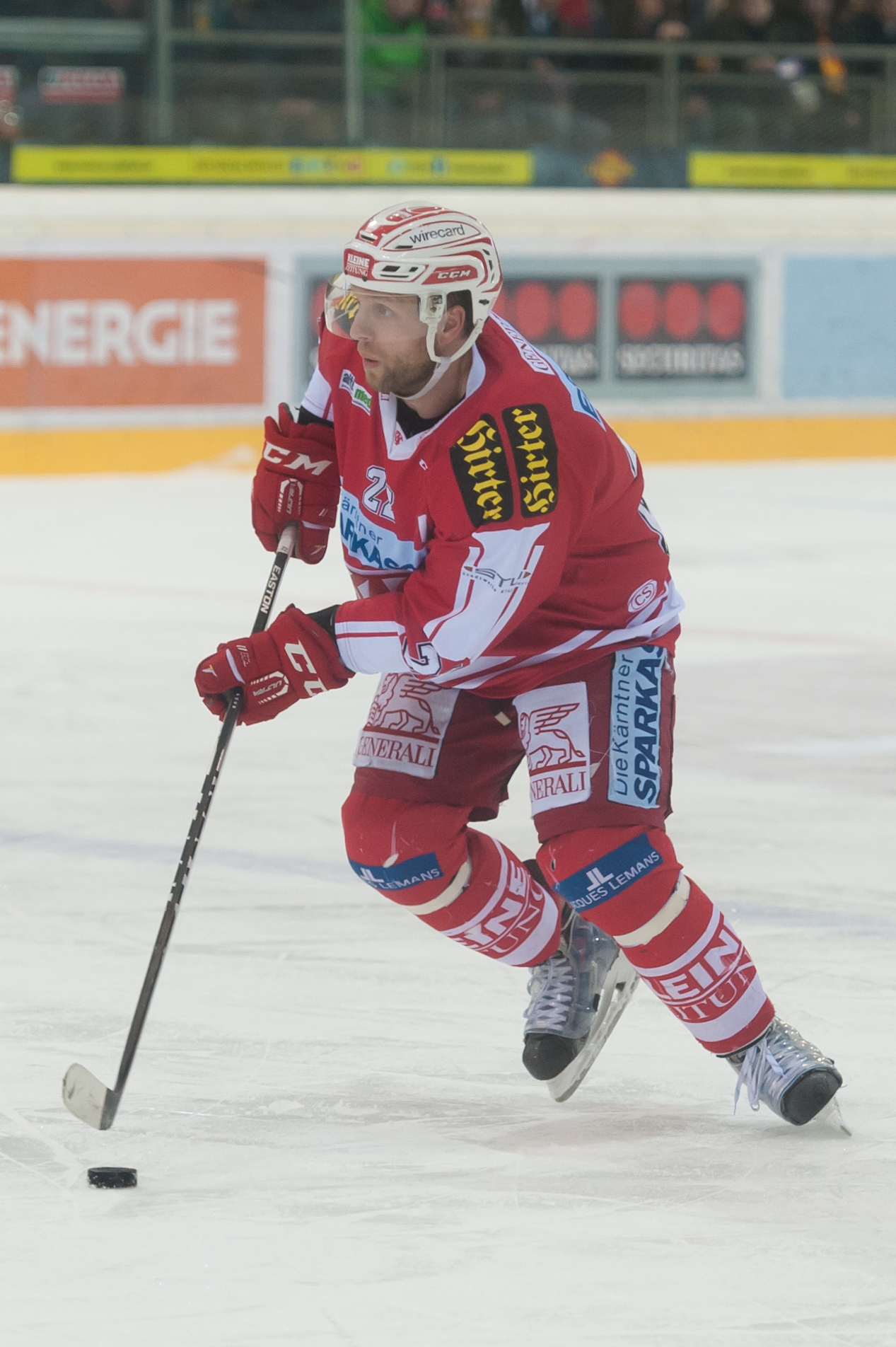
Thomas Pöck im Trikot des EC KAC (2016)

Pöck, der Sohn von Herbert Pöck, spielte zuerst beim EC KAC und ab Saison 2000/01 für die University of Massachusetts Amherst in der US-Collegeliga National Collegiate Athletic Association, wo der Stürmer in die Verteidigung wechselte. Dabei wurde er 2003 in das First All-Star-Team der Conference Hockey East gewählt. 2004 wurde er in derselben Conference in das First All-Star-Team und das All-Tournament-Team gewählt.
Kurz vor Ende des regulären Saison der NHL-Spielzeit 2003/04 akzeptierte Pöck ein Angebot der New York Rangers und absolvierte alle sechs verbleibenden Spiele. Er erzielte zwei Tore und zwei Assists. In den Playoffs waren die Rangers in dieser Saison nicht vertreten. Ab dem Lockout in der NHL-Saison 2004/05 spielte er vorwiegend in der American Hockey League bei den Hartford Wolf Pack. In der Saison 2005/06 wurde er auch wieder sporadisch von den New York Rangers eingesetzt und kam auf acht Spiele, in denen er ein Tor und einen Assist erzielte. Überwiegend wurde er aber erneut für Hartford in der AHL eingesetzt und am Saisonende in das Second All-Star-Team gewählt und für das All-Star-Game nominiert.
In der Saison 2006/07 stand Pöck mit den Rangers in der zweiten Playoffrunde. Dort trafen sie auf die Buffalo Sabres mit Pöcks Landsmann Thomas Vanek. Pöck stand in den sechs Spielen dieser Serie, die sie verloren, allerdings nicht im Kader der Rangers. Die Saison 2007/08 begann Pöck im NHL-Kader der Rangers, wurde aber nach nur einem Spiel zu den Hartford Wolf Pack in die AHL geschickt, wo er die gesamte Spielzeit verbrachte. Im Herbst 2008 nahm er zwar am Trainingscamp der Rangers teil, wurde aber vor Saisonbeginn auf die Waiver-Liste gesetzt, sodass ihn die New York Islanders verpflichteten.
In der Saison 2009/10 kehrte Thomas Pöck nach neun Jahren in Nordamerika wieder nach Europa zurück und unterschrieb einen Zweijahresvertrag bei den Rapperswil-Jona Lakers aus der Schweizer National League A. Nach zwei Spielzeiten bei den Lakers wechselte er vor der Saison 2011/12 nach Schweden zu MODO Hockey. 
Im Juli 2012 unterschrieb Thomas Pöck einen Einjahresvertrag bei der Colorado Avalanche, wurde jedoch nicht ins Team der National Hockey League berufen. Daher kam er in der Saison 2012/13 ausschließlich für deren Farmteam, die Lake Erie Monsters, in der American Hockey League zum Einsatz. Im April 2013 kehrte er, nachdem er für sich keine Perspektive in der NHL mehr sah, zu seinem Heimatverein nach Klagenfurt zurück.
Im Oktober 2016 verpflichteten die Graz 99ers den Kärntner.
Nach der Saison 2016/17 beendete Pöck seine Spielerkarriere und wurde im Mai 2017 Cheftrainer der Boston Pride aus der National Women’s Hockey League, einer der beiden Profi-Fraueneishockeyligen der Welt. Seit der Saison 2018/19 ist er Trainer der Northern Cyclones aus der USPHL Elite, einer US-amerikanischen Juniorenliga.

### International
Im Juniorenbereich spielte Pöck für Österreich bei der U18-C-Europameisterschaft 1998, der U18-B-Europameisterschaft 1999 und den U20-C-Weltmeisterschaften 1999 und 2000.
Für die österreichische Herren-Auswahl, in der er bei der 1:3-Niederlage beim Freundschaftsspiel gegen Deutschland am 13. November 1999 in Rosenheim debütierte, spielte er bei den Weltmeisterschaften der Top-Division 2002, 2003, 2004, 2005 und 2013. Bei der Weltmeisterschaft 2010 spielte er in der Division I. Zudem stand er im Kader der Österreicher bei den Olympischen Winterspielen in Salt Lake City 2002 und Sotschi 2014 und beim Qualifikationsturnier für die Spiele 2006 in Turin.

## Erfolge und Auszeichnungen
| - 2003 Hockey East Second-All-Star-Team - 2004 Hockey East First All-Star-Team - 2004 Hockey East All-Tournament-Team | - 2006 AHL All-Star Classic - 2006 AHL Second All-Star Team |

### International
- 1998 Aufstieg in die B-Europameisterschaft bei der U18-C-Europameisterschaft
- 2000 Aufstieg in die A-Weltmeisterschaft bei der U20-B-Weltmeisterschaft
- 2010 Aufstieg in die Top-Division bei der Weltmeisterschaft der Division I, Gruppe A

## Karrierestatistik
(Legende zur Spielerstatistik: Sp oder GP = absolvierte Spiele; T oder G = erzielte Tore; V oder A = erzielte Assists; Pkt oder Pts = erzielte Scorerpunkte; SM oder PIM = erhaltene Strafminuten; +/− = Plus/Minus-Bilanz; PP = erzielte Überzahltore; SH = erzielte Unterzahltore; GW = erzielte Siegtore; 1 Play-downs/Relegation; Kursiv: Statistik nicht vollständig)

## Familie
Sein jüngerer Bruder Markus Pöck ist ebenfalls Eishockeyspieler. Sein Vater Herbert Pöck hat für Österreich an drei Olympischen Winterspielen teilgenommen.